# Thamnophilinae
Thamnophilinae es una subfamilia de aves paseriformes perteneciente a la familia Thamnophilidae, que agrupa a la gran mayoría de los  géneros de esta familia. Son nativas de la América tropical (Neotrópico), donde se distribuyen desde el sur de México, por América Central y del Sur, hasta el centro de Argentina y Uruguay.

## Taxonomía
El estudio de Ohlson et al. (2013), con base en diversos estudios genéticos anteriores, propuso dividir a la familia Thamnophilidae en tres subfamilias: Euchrepomidinae, Myrmornithinae y la presente. Esta subfamilia por su vez dividida en cinco tribus.

## Tribus y géneros
Según el ordenamiento propuesto, la presente subfamilia agrupa a las siguientes tribus y géneros:

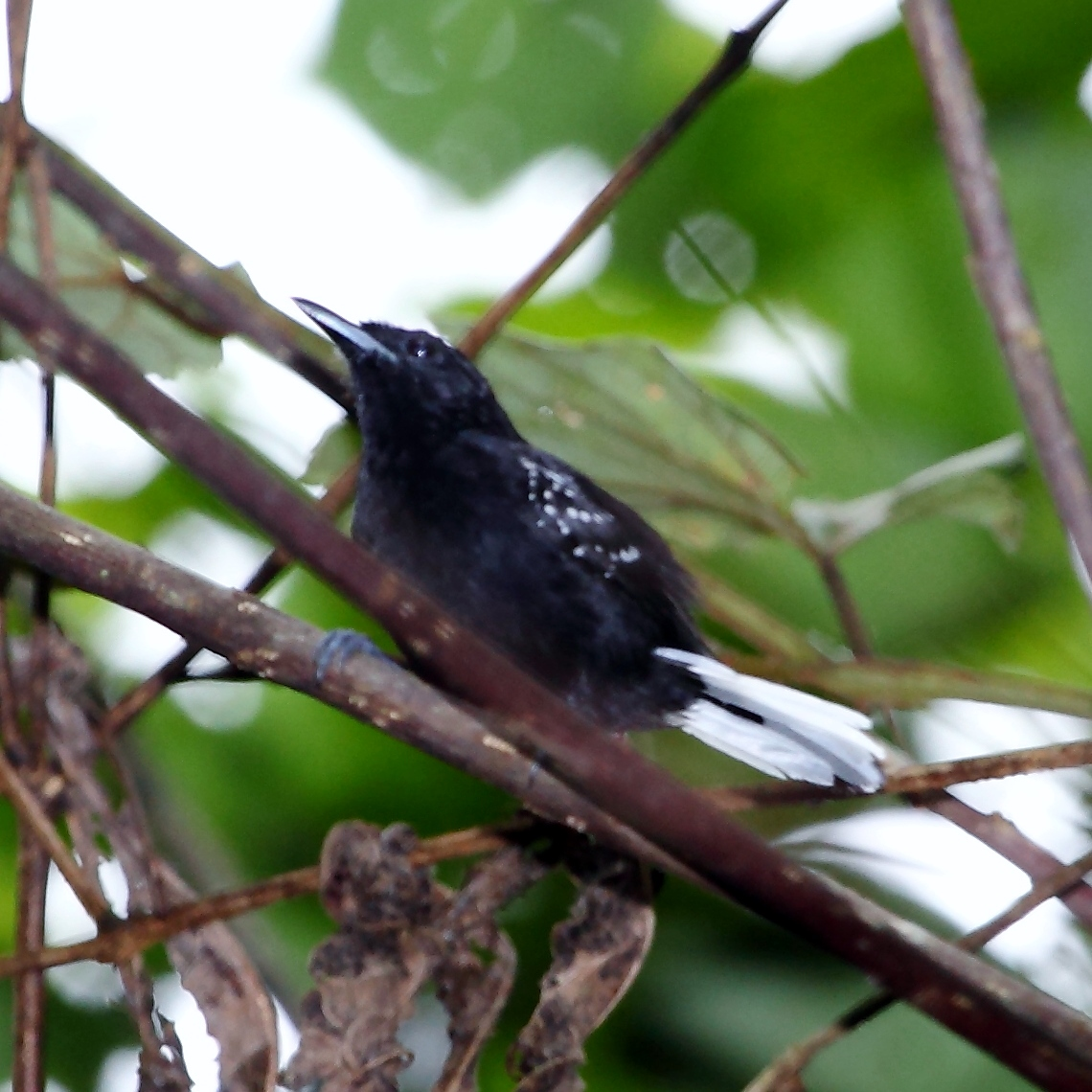
Microrhopias quixensis, de la tribu Microrhopiini.

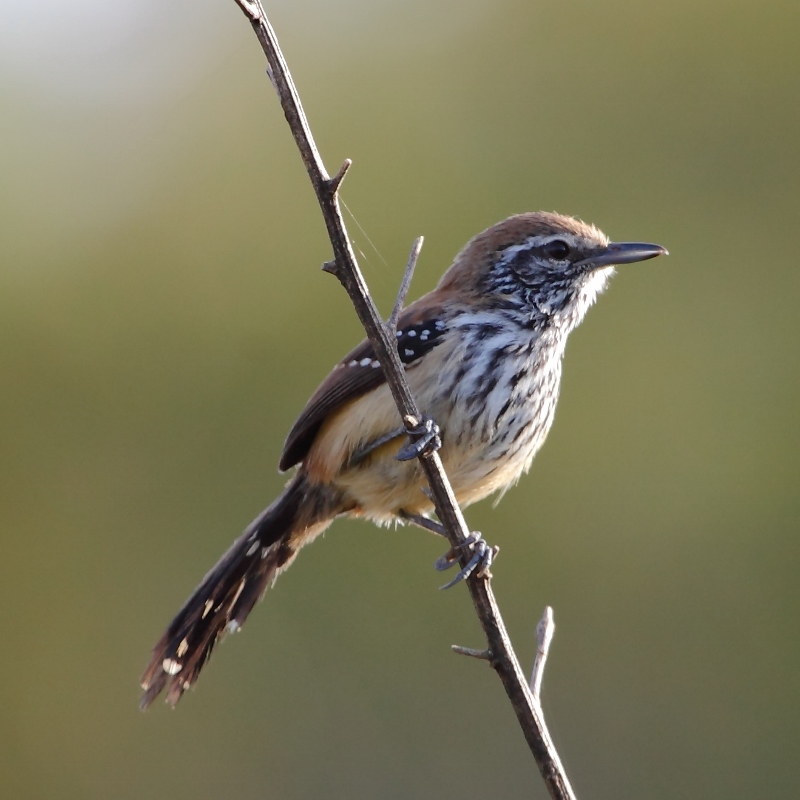
Formicivora rufa, de la tribu Formicivorini.

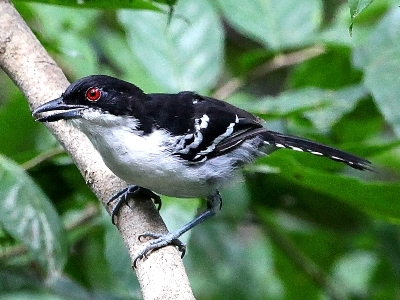
Taraba major, de la tribu Thamnophilini.

- Tribu Microrhopiini Moyle, Chesser, Brumfield, Tello, Marchese & Cracraft, 2009

- - Myrmorchilus
  - Myrmophylax
  - Ammonastes
  - Microrhopias
  - Neoctantes
  - Epinecrophylla
  - Clytoctantes (provisoriamente)

- Tribu Formicivorini Bonaparte, 1854

- - Formicivora (con Stymphalornis)
  - Myrmochanes
  - Terenura
  - Myrmotherula

- Tribu Thamnophilini Swainson, 1824

- - Dichrozona
  - Rhopias
  - Isleria
  - Thamnomanes
  - Megastictus
  - Dysithamnus
  - Sakesphoroides
  - Herpsilochmus
  - Cymbilaimus
  - Taraba
  - Hypoedaleus
  - Batara
  - Mackenziaena
  - Sakesphorus
  - Frederickena
  - Thamnophilus
  - Radinopsyche
  - Biatas (provisoriamente)
  - Xenornis (provisoriamente)

- Tribu Pyriglenini Moyle, Chesser, Brumfield, Tello, Marchese & Cracraft, 2009

- - Sclateria
  - Myrmelastes
  - Hypocnemoides
  - Hylophylax
  - Poliocrania
  - Sipia
  - Ampelornis
  - Myrmoborus
  - Pyriglena
  - Gymnocichla
  - Percnostola
  - Akletos
  - Hafferia
  - Myrmoderus

- Tribu Pithyini Ridgway, 1911

- - Sciaphylax
  - Cercomacra
  - Cercomacroides
  - Drymophila
  - Hypocnemis
  - Willisornis
  - Pithys
  - Phaenostictus
  - Phlegopsis
  - Gymnopithys
  - Rhegmatorhina

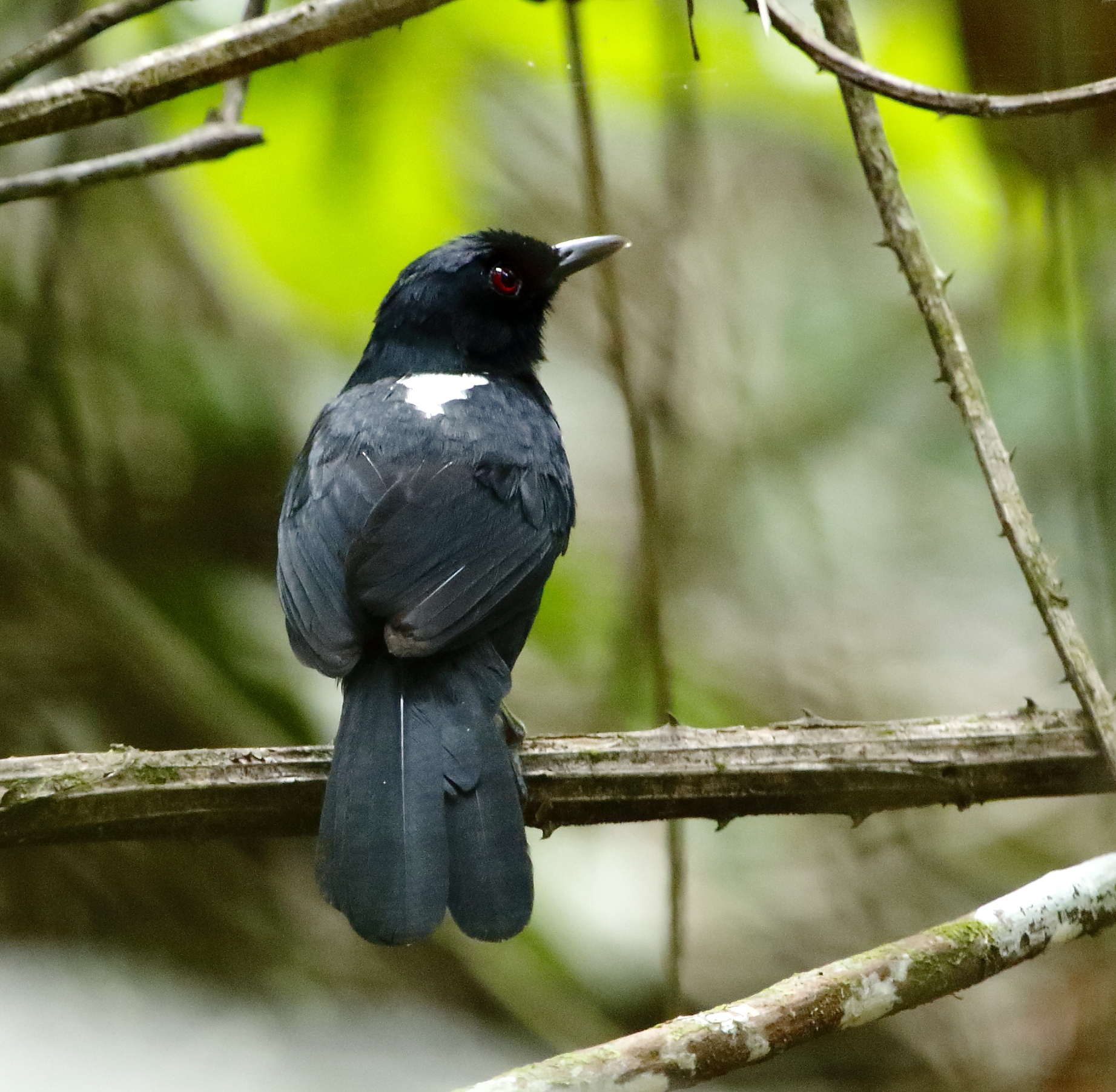
Pyriglena leuconota, de la tribu Pyriglenini.

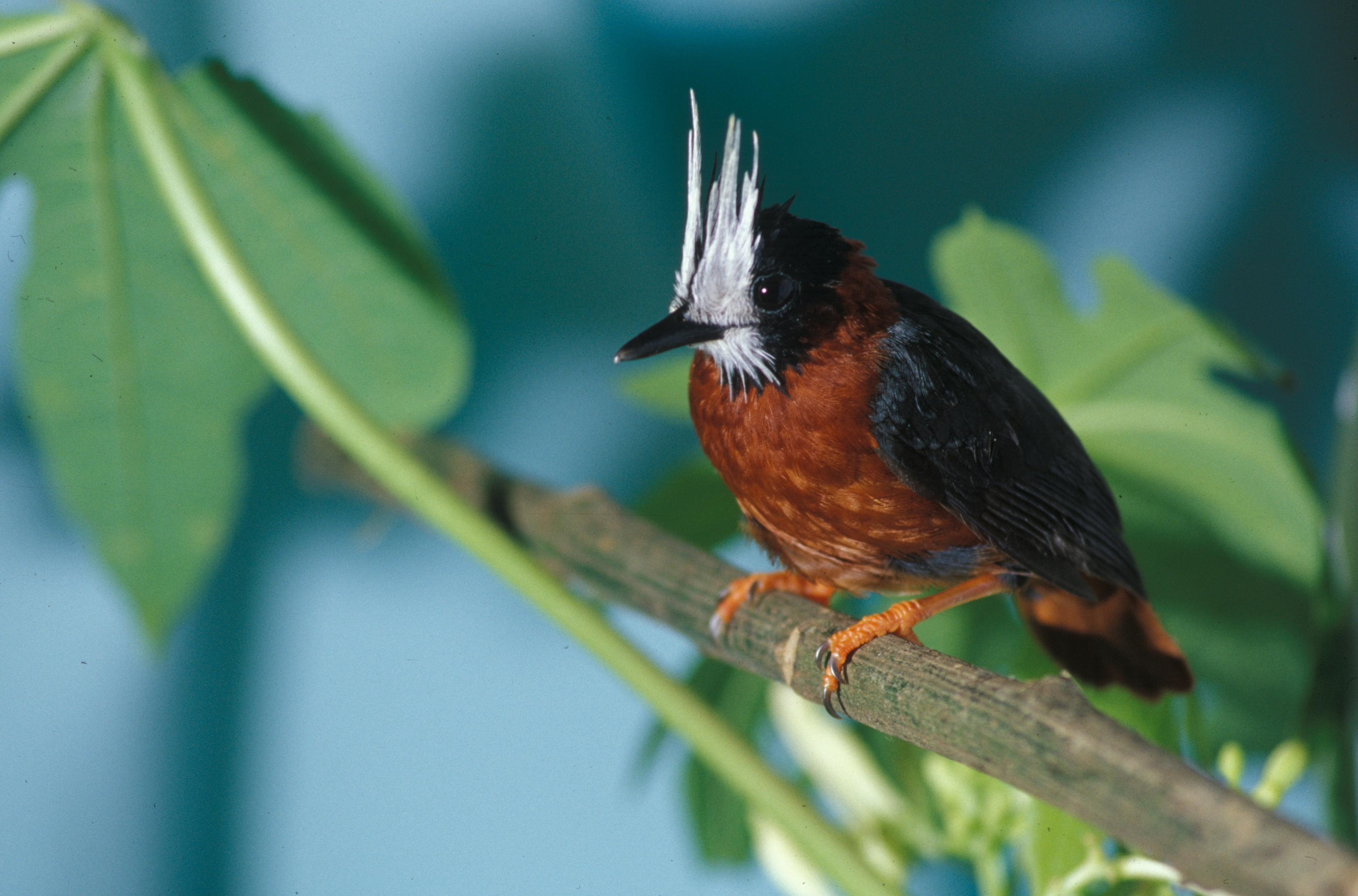
Pithys albifrons, de la tribu Pithyini

- Incertae sedis (sin tribu definida)
  - Aprositornis
  - Rhopornis
  - Myrmeciza